# 巴尔德亚恩德
巴尔德亚恩德，是西班牙卡斯蒂利亚-莱昂布尔戈斯省的一个市镇。总面积31平方公里，总人口139人（2001年），人口密度4人/平方公里。